# Inabe
Inabe (いなべ市?, Inabe-shi) è una città giapponese della prefettura di Mie.